# Dazaga
Le dazaga (encore appelé ga ou kalam gouran par autres tchadiens) est une langue parlée par les Goranes (ou Dazas), un sous-groupe des Toubous vivant au Tchad et au Niger. Il serait parlé par environ 381 000 locuteurs.

## Écriture
| a | b  | c | d | e | ẹ | ɛ | ə | f | g | h | i | j | k | l | m |
| n | ny | ŋ | o | ọ | ɔ | p | r | s | š | t | u | w | y | z |   |